# Anavryto
Anavryto  este un oraș în Grecia în Prefectura Arcadia.